# Ir. Lely Lyceum
Het Ir. Lely Lyceum is een openbaar lyceum voor voortgezet onderwijs in Amsterdam-Zuidoost. De instroom van leerlingen is evenwichtig verdeeld over de afdelingen (een derde mavo, een derde havo en een derde vwo). De school behoort tot een van de sterkst groeiende middelbare scholen van Amsterdam en had in 2021 ongeveer 870 leerlingen.
Er is op school bijzondere aandacht voor onderzoeksvaardigheden en technologie, internationalisering (tweetalig onderwijs) en persoonsvorming (empowerment). De school scoort al jaren goed op het gebied van pedagogisch klimaat en sociale veiligheid. Sinds 2020 is het Ir. Lely Lyceum het enige Technasium van Amsterdam-Zuidoost en het vierde Technasium van Amsterdam. Tevens is de school een erkende TTO (tweetalig onderwijs) school (onderbouw) en wordt er in de bovenbouw Engels gegeven op Cambridge niveau. Sinds 2018 biedt het Ir. Lely Lyceum ook een volwaardige gymnasium opleiding aan.

## Geschiedenis

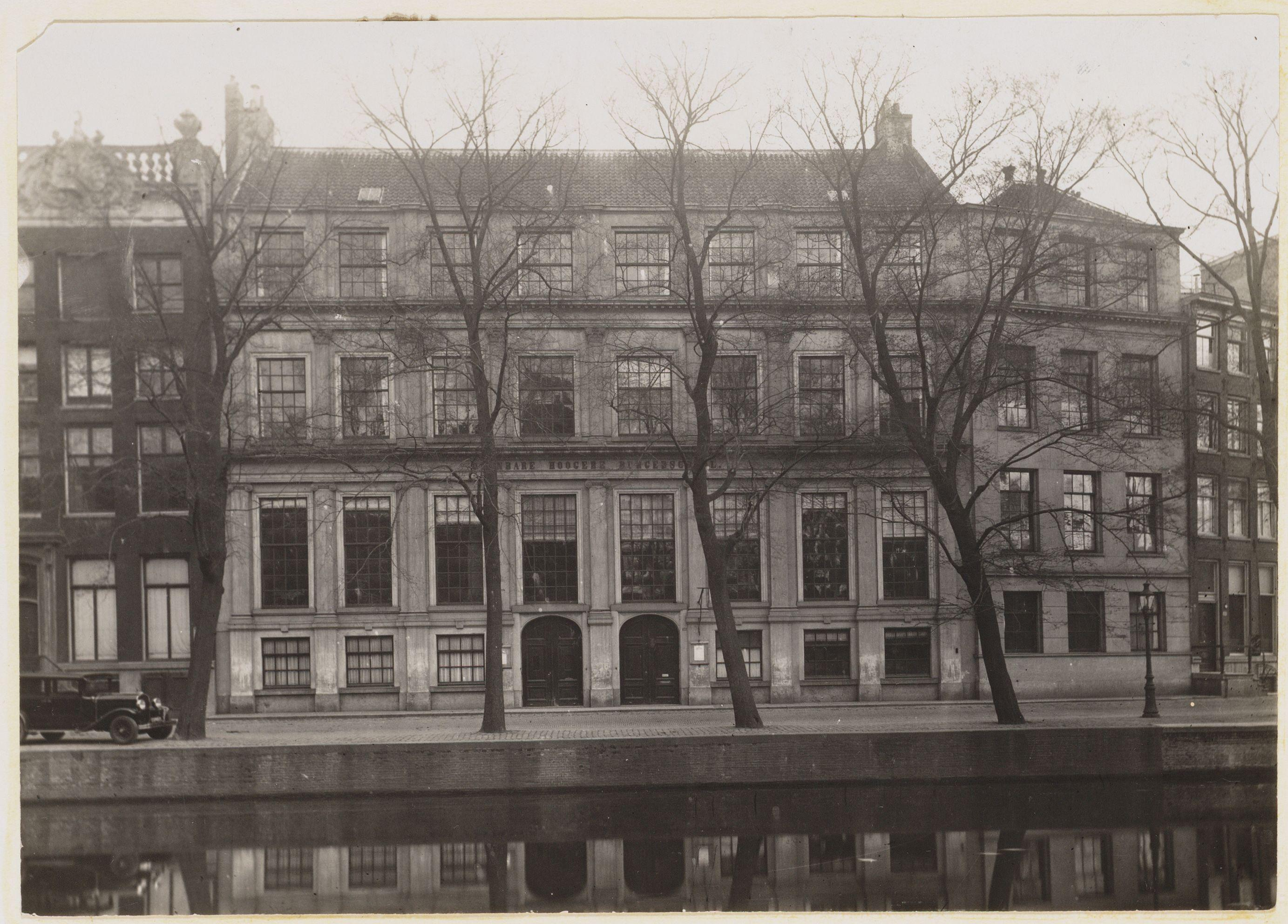
De Eerste HBS aan de Keizersgracht 177 omstreeks 1940

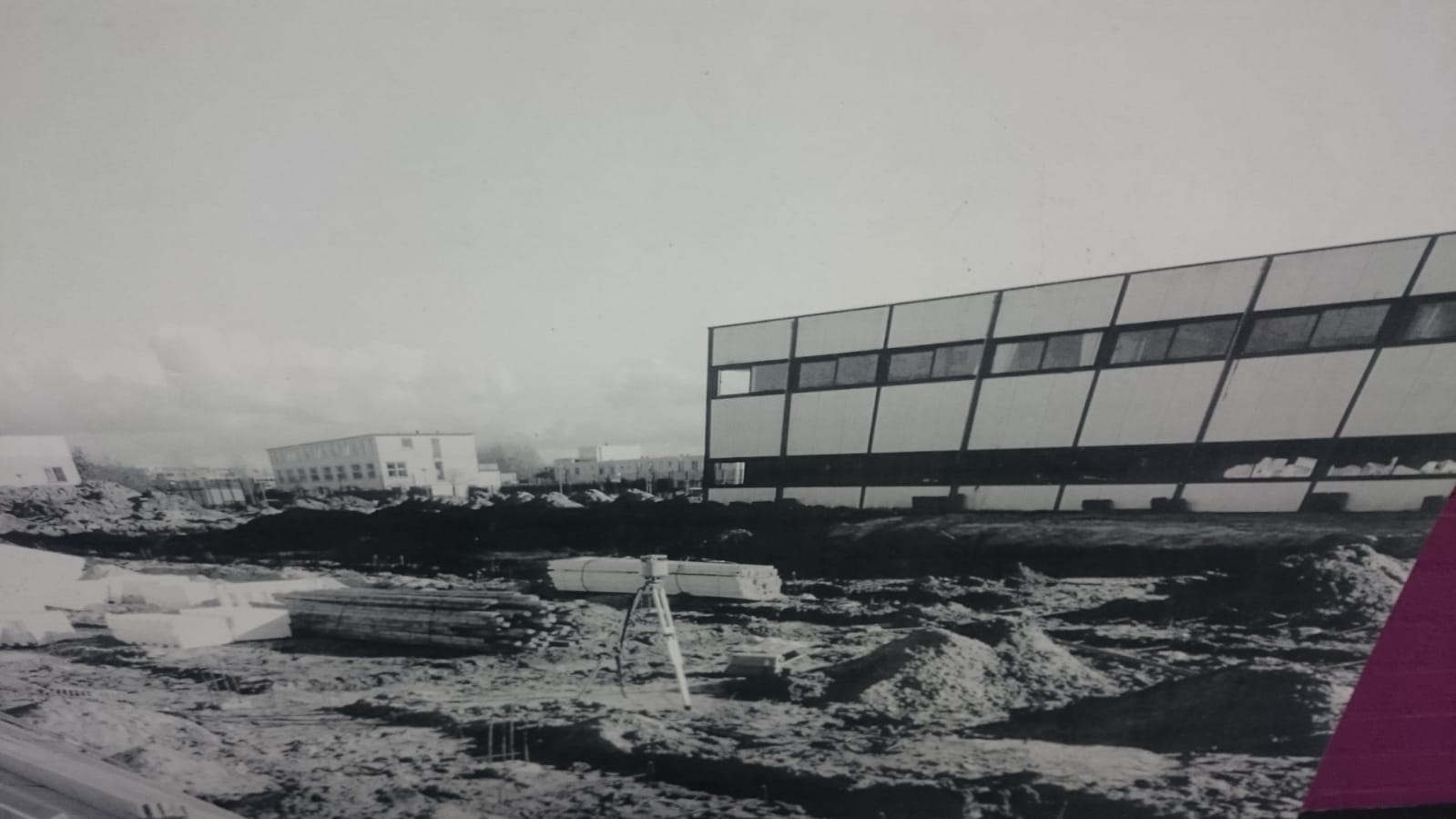
Nieuwbouw aan Ravenswaaipad in aanbouw 1980

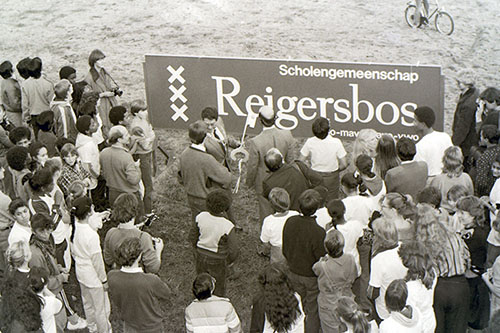
Opening door Ed van Thijn, burgemeester van 1983-1994

De school is opgericht in 1865 als Eerste HBS (na 1963 Ir. Lely Lyceum genoemd) en is, na een korte tijd in Keizersgracht 123, meer dan honderd jaar gevestigd geweest aan de Keizersgracht 177 (huidige hoofdkantoor van Amnesty International) in het centrum van Amsterdam, en is daarmee een van de oudste scholen in Nederland. Alleen in 1944 was ze voor enige tijd om stookredenen gevestigd in het gebouw van de Tweede HBS. De school kende in eerste instantie de vijfjarige richtingen 'handel' en 'nijverheid', maar de handelsspecialisatie werd in 1867 afgesplitst als de Eerste Openbare Handelsschool. In 1957 werd de school omgevormd tot lyceum en vernoemd naar oud-leerling Cornelis Lely, en in 1965 fuseerde de school wederom met de Eerste Openbare Handelsschool, die te maken had met een sterk teruglopend leerlingaantal.

### Scholengemeenschap Reigersbos
In 1980 verhuisde de school naar de toen in aanbouw zijnde nieuwe wijk  Reigersbos en werd naar de wijk vernoemd. In verband met een gewijzigd onderwijsaanbod is de school per 1 augustus 2018 weer verder gegaan onder de oude naam Ir. Lely Lyceum. Voor het schooljaar 2018/2019 konden leerlingen met een vmbo-kader advies zich nog aanmelden op SGR. De jaren daarna was dit niet meer mogelijk; de afdeling werd afgebouwd. Aangemelde leerlingen konden hun vmbo-kaderopleiding op het Ir. Lely Lyceum afmaken. Op SGR werd alleen het profiel economie en ondernemen aangeboden, een van de redenen om het vmbo-kader af te bouwen. Op de andere twee middelbare scholen in Amsterdam-Zuidoost, het Bindelmeer College en de Openbare Schoolgemeenschap Bijlmer, wordt vmbo-kaderleerlingen een breder profiel aangeboden.

## Activiteiten en onderwijs
Op het Ir. Lely Lyceum is er bijzondere aandacht om leerlingen op te laten stromen naar een hoger niveau. Hier worden bovengemiddelde resultaten mee gehaald. Naast het reguliere programma werken leerlingen aan hun algemene ontwikkeling en loopbaanoriëntatie. Dit gebeurt tijdens diverse excursies en projecten.
Op vwo-, havo- en mavo-niveau wordt in de onderbouw tweetalig onderwijs (TTO) als keuzemogelijkheid aangeboden. Leerlingen krijgen meerdere vakken in het Engels, doen diverse internationale projecten, zoals een Engelstalig toneelstuk en de European Foodparty, en hebben contact met scholen uit diverse landen over de hele wereld. Gedurende de TTO opleiding gaan de leerlingen één keer op werkweek naar het buitenland.
In klas 1 t/m 3 vwo wordt er in vakoverstijgende projecten gewerkt aan het aanleren van academische vaardigheden. Leerlingen worden extra uitgedaagd met vakken als big history en filosofie. Filosofie wordt zowel in de onder- als bovenbouw van het VWO aangeboden. Sportieve leerlingen worden uitgedaagd in de speciale Sportklassen.
Het Ir. Lely Lyceum is aangesloten bij Pre University College en heeft nauwe contacten met de Vrije Universiteit, Hogeschool van Amsterdam en ROC van Amsterdam.
De school organiseert meerdere reizen en excursies, bijvoorbeeld naar Berlijn, Ierland, Tsjechië en Rome (gymnasium leerlingen). Leerlingen die natuurkunde hebben gekozen kunnen deelnemen aan (afhankelijk van de jaarlijkse mogelijkheden) een studiereis naar CERN in Zwitserland. 
De school werkt samen met de Cornelis Lely Stichting.

### Talentontwikkeling
De school stimuleert leerlingen deel te nemen aan talentontwikkelingsprogramma's. Op het Ir. Lely Lyceum zijn er talentengroepen voor:
- symfonisch leerorkest
- dansgroep
- toneelgroep
- theatertechniek
- leesclub
- film en fotografie
- debatclub
- schoolkrant
- sportgroep

## Bekende oud-leerlingen
Enkele bekende oud-leerlingen zijn:
- Cornelis Lely, ingenieur, waterbouwkundige, minister, gouverneur en politicus.
- Defano Holwijn, influencer
- Sergio IJssel, acteur
- Murat Isik, schrijver
- Tur-G, rapper
- Orville Breeveld, musicus
- Jan Roof, taalkundige en docent
- Karel Doorman, militair
- Willem Kloos, dichter, lid van de groep 80-ers
- Jacques Perk, dichter, 80-er
- H.P. Berlage, architect en grondlegger Amsterdamse School
- Han Römer, acteur en regisseur. Zoon van Piet Römer.
- Hans van der Zee, eredivisietrainer van Sparta en Volendam, technisch directeur van AZ en hoofd scouting van Ajax.